# 허슬 (프로레슬링)
허슬(일본어: ハッスル 핫스루[*], 영어: Hustle)은 일본의 프로레슬링 단체로, 허슬 엔터테인먼트가 운영한다.